# Веселин Веселинов
Веселин Веселинов – Еко е български музикант, бас китарист, контрабасист и композитор. Започва кариерата си през 80-те години на XX век, като преминава през различни формации в разнообразни стилове. Той е един от най-търсените сесийни басисти в България.

## Биография
Веселин Веселинов е роден през 1963 г. в София. От юношеска възраст свири на бас китара. Завършва Националната музикална академия с тази специалност.

## Музикална кариера
От 1990 до 2002 е част от Подуене блус бенд. През 1996, заедно със Стоян Янкулов и Васил Пармаков създава фюжън формацията Зона Ц, а през 1998 – Инфинити. От 2011 е част от Tube Hedzzz.
През 2004 за фестивала „Аполония“ става част от „Живко Петров трио“ (JP3).
Освен това, през годините е работил като музикант и композитор със следните музиканти:
- Милчо Левиев [4]
- Теодосий Спасов [5]
- Лили Иванова [6]
- Йълдъз Ибрахимова [7]
- Васил Петров [2]
- Хилда Казасян [2]
- Камелия Тодорова [2]
- Антони Дончев [8]
- Симеон Щерев [8]
- Стефан Вълдобрев (с „Обичайните заподозрени“)[9]
- Мирослава Кацарова [10]
- Христо Йоцов [10]
- Стоян Янкулов [11]
- Мирослав Иванов [12][13][14]
- Дони и Момчил[15]
- Миленита [16]
- Лили Йончева[17][18]
- Деси Тенекеджиева[19]
- Влатко Стефановски[20]
- Дзукеро (като част от „Живко Петров трио“)[3][2][21]
- Гери Турийска (като част от „Рубикуб“)[22][23]

През 2003 на ежегодната церемония за наградите на БГ Радио е избран за „Басист на годината“..